# Union des syndicats libres du Cameroun
L'Union des syndicats libres du Cameroun (USLC), en anglais Union of Free Trade Unions of Cameroon (UFTUC)  est une confédération syndicale camerounaise fondée en 1995. Elle est affiliée à l'Organisation de l'Unité Syndicale Africaine (OUSA) et à la Confédération syndicale internationale (CSI). 

## Histoire
La liberté syndicale est reconnue au Cameroun par le décret du 7 août 1994 après un long parcours d'interdictions et de condamnation des activités syndicales. En avril 1995, une fraction dissidente de l'organisation CSTC créée la deuxième confédération du pays : Union des Syndicats Libres du Cameroun (USLC).

## Représentativité
Un rapport paru en 2006, estime que la CSTC est la première confédération camerounaise avec une représentativité de 45 %, 40 % pour la CSAC et 10 % pour l'USLC.